# Motor ultrasònic
Un motor ultrasònic és un tipus de motor elèctric alimentat per la vibració ultrasònica d'un component, l'estator, col·locat
contra un altre component, el rotor o la colissa, depenent del tipus d'operació (rotació o transició lineal). Els motors ultrasònics
difereixen d'actuadors piezoelèctrics en diverses maneres, encara que tots dos típicament utilitzen alguna forma de material piezoelèctric, normalment el més utilitzat és titanat circonat de plom i ocasionalment niobat de liti o altres materials de monocristall. La diferència més òbvia és l'ús de ressonància per amplificar la vibració de l'estator quan entra en contacte amb el rotor en motors ultrasònics. Els motors ultrasònics també ofereixen distàncies de rotació grans o corredisses de manera arbitrària, mentre que els actuadors piezoelèctrics estan limitats per la tensió estàtica que pot induir-se en l'element piezoelèctric.
Un dels usos més comuns de motors ultrasònics és en lents de càmeres fotogràfiques i s'utilitza per moure elements de lents com a part del sistema d'enfocament automàtic. Els motors ultrasònics reemplacen al micromotor que sol ser més sorollós i lent que aquest.

## Mecanisme

Una il·lustració del motor piezo "Inchworm", que mou la barra de ratlles vermelles longitudinalment de dreta a esquerra. Quan el poder està sent aplicat en l'element piezo, denotat pel color, s'expandeix. Expandint de manera cíclica les quatre parts, la vareta és moguda de dreta a esquerra. 1 allotjament, 2 vidre de motiu, 3 cristalls de bloqueig, 4 peces rotatives.

La fricció seca és sovint utilitzada a l'hora d'entrar en contacte, i la vibració ultrasònica induïda en l'estator és utilitzada tant per impartir moviment al rotor, com per modular les forces friccionals presents en la interfície. La modulació de fricció permet el moviment massiu del rotor (és a dir, per més d'un cicle de vibració); sense aquesta modulació, els motors ultrasònics no funcionarien.
Generalment hi ha dues maneres de controlar la fricció al llarg de la interfície de contacte de l'estator-rotor, vibració d'ona viatgera i vibració d'ona estacionària. Algunes de les versions més antigues de motors pràctics en la dècada del 1970, fetes per Sashida, per exemple, utilitzaven la vibració d'ona estacionària combinada amb aletes col·locades en un angle a la superfície de contacte per formar un motor, encara que un que girava en una sola direcció. Dissenys de Sashida i investigadors a Matsushita, ALPS, i Canon més tardans usaven la vibració d'ona viatgera per obtenir moviment bidireccional, i van trobar que aquesta disposició oferia una millor eficiència i menys desgast de la interfície de contacte. Un motor ultrasònic de transductor híbrid excepcionalment elevat utilitza elements piezoelèctrics amb forma de circumferència i ancorades axialment per combinar vibració axial i torsional al llarg de la interfície de contacte, que representa una tècnica de maneig que es troba entre els mètodes de conducció d'ones estacionàries i viatgeres.
Una observació clau en l'estudi de motors ultrasònics és que la vibració més alta que pot ser induïda en les estructures ocorre a una velocitat de vibració relativament constant més enllà de la freqüència. La velocitat de vibració és senzillament la derivada temporal del desplaçament de la vibració en una estructura, i no està (directament) relacionada amb la velocitat propagació ondulatòria dins d'una estructura. Molts materials d'enginyeria adequats per la vibració permeten una velocitat de vibració màxima del voltant d'1 m/s. A freqüències baixes — com seria per exemple 50 Hz — una velocitat de vibració d'1 m/s en un woofer (o altaveu de greus) donaria desplaçaments d'aproximadament 10 mm, fent-ho visible. Mentre la freqüència augmenta, el desplaçament disminueix, i l'acceleració augmenta. A mesura que la vibració esdevé inaudible a 20 kHz més o menys, els desplaçaments de vibració passen a ser en desenes de micròmetres, i els motors que han estat construïts necessiten utilitzar una superfície d'ona acústica de 50 MHz que té vibracions de només uns quants de nanometres de magnitud. Tals dispositius requereixen cura a l'hora de la construcció per assolir la precisió necessària per fer ús d'aquests moviments dins de l'estator.
Més generalment, hi ha dos tipus de motors, els de contacte i no-contacte, dels quals l'últim és rar i requereix un fluid per transmetre les vibracions ultrasòniques de l'estator cap al rotor. La majoria de les versions utilitzen aire, com algunes de les primeres versions per Hu Junhui. La recerca en aquesta àrea
continua.

## Aplicacions
Canon fou un dels pioners del motor ultrasònic, i va fer famós l'"USM" cap a finals de la dècada del 1980 a base d'incorporar-lo en les seves lents d'enfocament automàtic per les muntures de lent de les Canon EF. Canon, Nikon i altres han arxivat moltes patents pel que fa a motors ultrasònic des de principis de la dècada del 1980. Canon, no només ha inclòs un motor ultrasònic (MUS) en les seves lents DSLR, sinó que també ho ha fet en la càmera pont o càmera bridge Cànon PowerShot SX1 IS. El motor ultrasònic s'utilitza ara en molts electrònics de consum i d'oficina que requereixen rotacions de precisió durant llargs períodes.
La tecnologia s'ha aplicat a les lents fotogràfiques per una varietat d'empreses amb diferents noms:
- Canon – USM, UltraSonic Motor
- Minolta, Konica Minolta, Sony – SSM, Super Sonic wave Motor (ring motor)
- Nikon – SWM, Silent Wave Motor
- Olympus – SWD, Supersonic Wave Drive
- Panasonic – XSM, Extra Silent Motor
- Pentax – SDM, Supersonic Dynamic Motor
- Sigma – HSM, Hyper Sonic Motor
- Sony - DDSSM, Direct Drive Super Sonic wave Motor (linear motor)
- Tamron - USD, Ultrasonic Silent Drive; PZD, Piezo Drive
- Actuated Medical, Inc. - Direct Drive, MRI Compatible Ultrasonic Motor